# 肋果茶属
肋果茶属（学名：Sladenia）是肋果茶科下的一个属，为乔木植物。该属仅有肋果茶（Sladenia celastrifolia）一种，分布于泰国、缅甸和中国云南及广西。